# Tove Grandjean
Tove Elisabeth Grandjean f. Madsen (21. december 1908 i København – 20. november 1997) var en dansk skuespillerinde, uddannet fra Det ny Teater i 1931. Herefter ansat på Aarhus Teater til 1933 fulgt op af 12 år på Betty Nansen Teatret. Hun var også engageret til Allé Scenen og på Det Danske Teater. Hun sluttede sin teaterkarriere som suffløse på Det kongelige Teater.
Tove Grandjean er begravet på Holmens Kirkegård i København.

## Filmografi
- Afsporet – 1942
- Mordets melodi – 1944
- Frihed, lighed og Louise – 1944
- Affæren Birte – 1945
- Hr. Petit – 1948
- En sømand går i land – 1954